# Christian Delle Stelle
Christian Delle Stelle, né le 4 février 1989 à Cuggiono, est un coureur cycliste italien.

## Palmarès

### Palmarès sur route
- 2007
  - 2e du championnat d'Italie de l'américaine juniors
  - 3e du Trophée de la ville d'Ivrée
- 2009
  - Giro del Medio Brenta
  - 2e étape du Tour de Tenerife (contre-la-montre par équipes)
- 2010
  - Gran Premio Montanino
  - Gran Premio Polverini Arredamenti
  - Gran Premio Fiera del Riso
- 2011
  - Trofeo Edilizia Mogetta
  - Gran Premio della Possenta
  - Milan-Busseto
  - Mémorial Gigi Pezzoni
  - Gran Premio Montanino
  - Circuito delle Mura
  - Coppa Città di Bozzolo
  - Gran Premio Somma
  - Trofeo d’Autunno
  - 2e du Circuito del Porto-Trofeo Arvedi
  - 2e du Circuito dell'Assunta
  - 3e du Gran Premio Polverini Arredamenti
- 2014
  - Grand Prix Izola
  - Trofeo Franco Balestra
  - 4e étape du Tour de Slovaquie
  - 2e du Grand Prix Nobili Rubinetterie
  - 2e du Grand Prix de Sarajevo

### Classements mondiaux
| Année           | 2009 | 2010 | 2011 | 2012 | 2013 | 2014 | 2015 |
| --------------- | ---- | ---- | ---- | ---- | ---- | ---- | ---- |
| UCI Asia Tour   |      |      |      | 178e |      |      |      |
| UCI Europe Tour | 402e |      | 502e |      | 884e | 65e  | 538e |